# Pałac Brühla w Brodach
Pałac Brühla w Brodach – barokowy pałac, wybudowany w latach 1741–1753 w mieście Brody w powiecie żarskim.

## Historia
Pierwszy pałac zaprojektował i zrealizował tutaj architekt Francko dla rodziny Promnitzów w latach 1670–1674. Siedemdziesiąt lat później, w 1740, hrabia Henryk Brühl zapłacił rodzinie Watzdorfów za 2 tysiące hektarów cenę 160 tys. srebrnych talarów saskich i polecił wybudować tu nowy pałac. Zadanie to zrealizował architekt Johann Christoph Knöffel w latach 1741–1753.
Już kilka lat później, podczas wojny siedmioletniej, pałac został we wrześniu 1758 podpalony, a otaczający go ogród – zdewastowany. Całość przeszła na własność władców Prus i dopiero po pewnym czasie odzyskał go Alojzy Fryderyk  Brühl (syn Henryka), który go odbudował. Rezydencja była w rękach Brühlów do końca II wojny światowej. W 1945 r. zniszczyły go wojska radzieckie. Po wojnie zabezpieczony w latach 1961–1964. Od tego czasu pozostaje nieużytkowany.

## Architektura
Budynek główny na planie podkowy, trzykondygnacyjny, przekryty dachem mansardowym z lukarnami. Po obu stronach otworu wejściowego umieszczono figury atlasów podtrzymujące balkon. Powyżej w półkolistym frontonnie umieszczono zegar. Budynek główny flankują dwie oficyny dworskie.
Pod frontonem skrzydła południowego znajduje się inskrypcja:

A[D] MDCCXLI
AEDES EXSTRUI IUSSIT FELICITER
HENRICUS COMES A BRUEHL

Pod frontonem skrzydła północnego  znajduje się inskrypcja:

[AD MCM]XXIII

[FAM]ILIAE RECONSTRUXIT FELICITER

[F]RIDERICUS COMES A BRUEHL
poniżej, pod oknem herb von Brühl.
Obecnie (2011) główny gmach pałacu wraz z obydwoma skrzydłami jest zdewastowany, ale zabezpieczony przed dalszą degradacją, natomiast odremontowane jego obie oficyny funkcjonują jako obiekty restauracyjno–hotelowe.

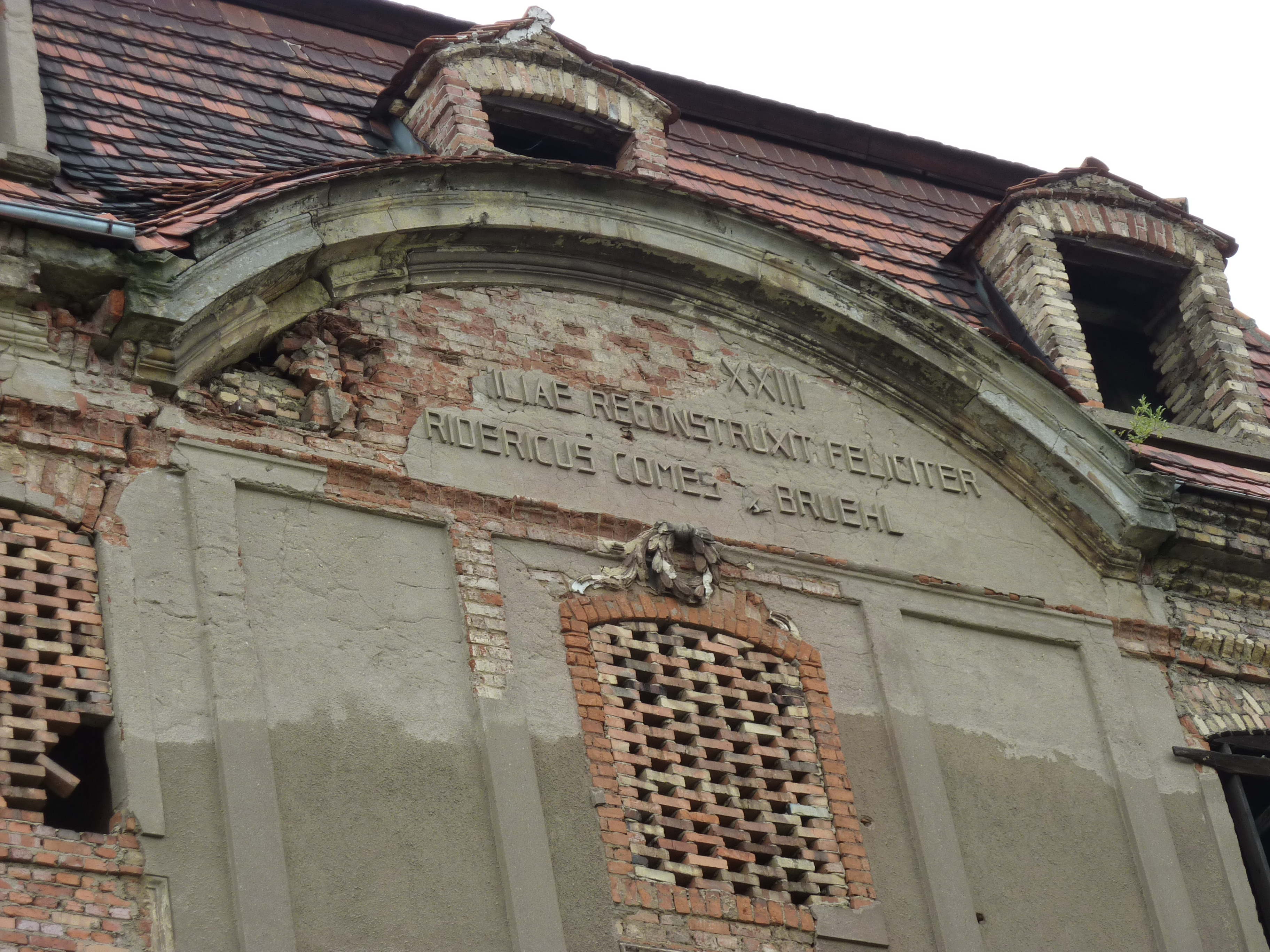
Inskrypcja pod frontonem, skrzydło północne: [AD MCM]XXIII [FAM]ILIAE RECONSTRUXIT FELICITER [F]RIDERICUS COMES A BRUEHL

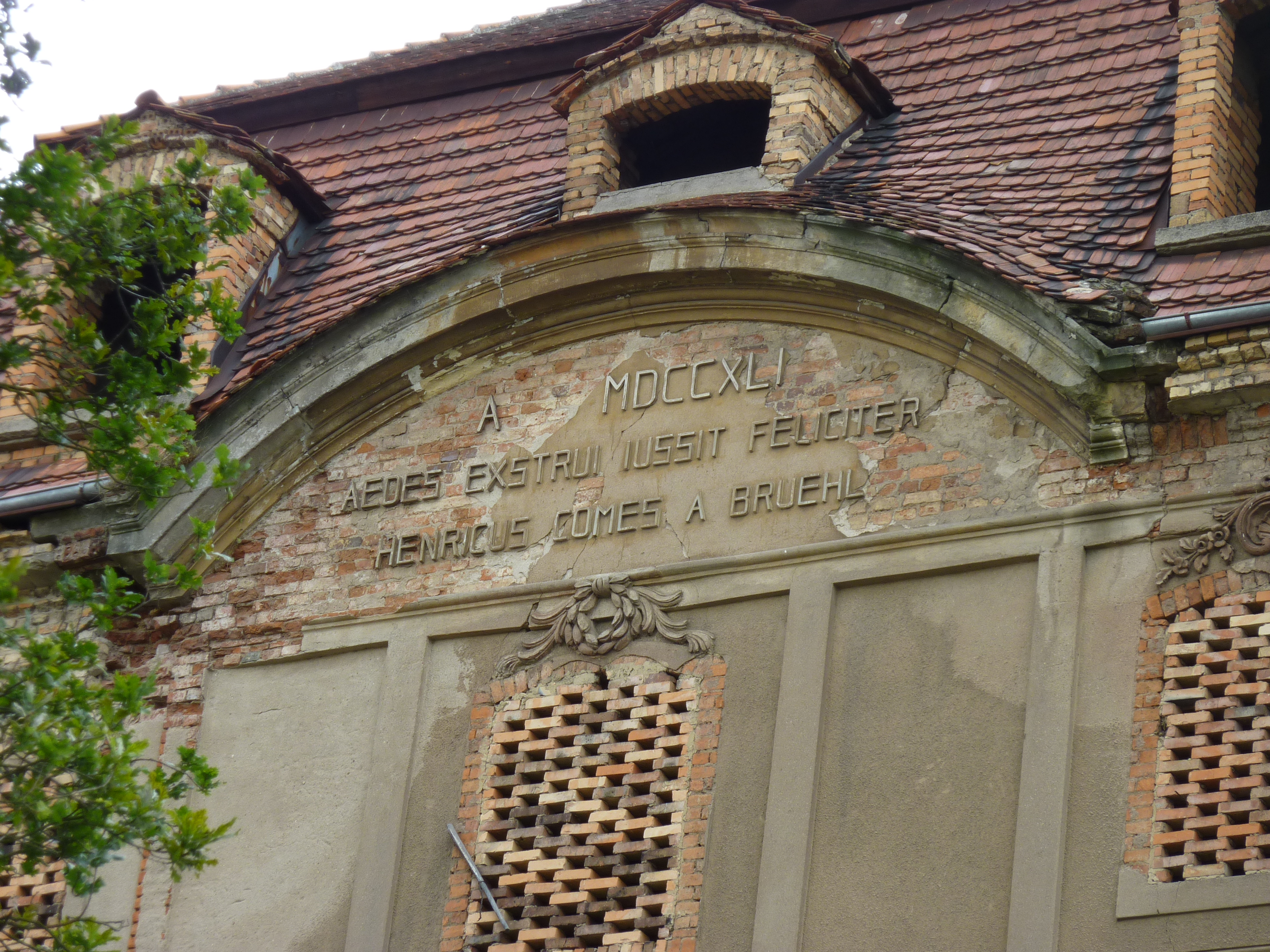
Inskrypcja pod frontonem, skrzydło południowe: A[D] MDCCXLI AEDES EXSTRUI IUSSIT FELICITER. HENRICUS COMES A BRUEHL

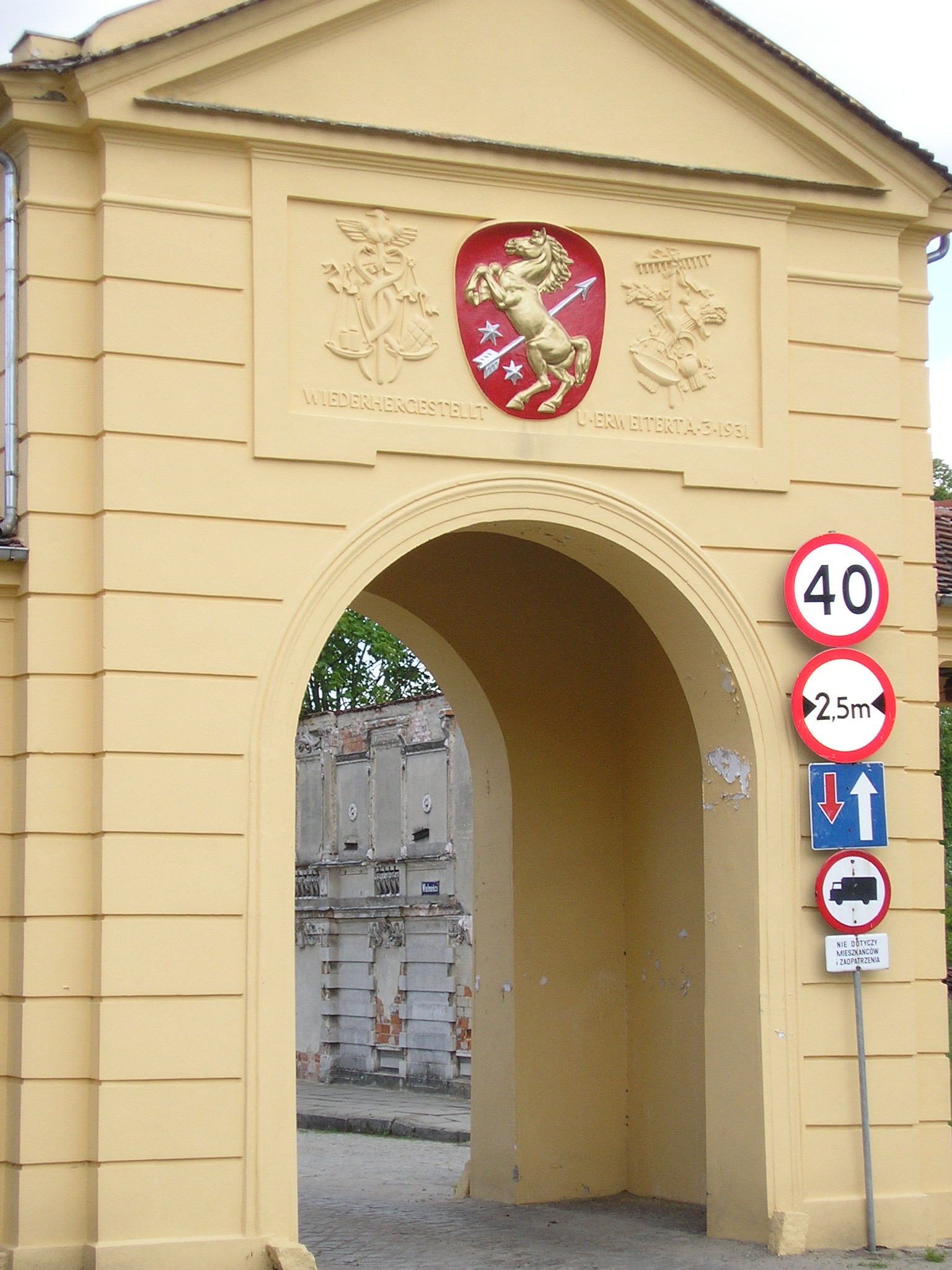
Brama z herbem miasta